# Mikroregion Bystřicko
Mikroregion Bystřicko je svazek obcí v okresu Žďár nad Sázavou, jeho sídlem je Bystřice nad Pernštejnem a jeho cílem je rozvoj regionu. Sdružuje celkem 38 obcí a byl založen v roce 2000.

## Obce sdružené v mikroregionu
- Blažkov
- Bohuňov
- Bukov
- Bystřice nad Pernštejnem
- Býšovec
- Dalečín
- Dolní Rožínka
- Horní Rožínka
- Chlum-Korouhvice
- Koroužné
- Lísek
- Milasín
- Moravecké Pavlovice
- Nyklovice
- Písečné
- Prosetín
- Radkov
- Rodkov
- Rovečné
- Rozsochy
- Rožná
- Sejřek
- Strachujov
- Strážek
- Střítež
- Sulkovec
- Štěpánov nad Svratkou
- Ubušínek
- Ujčov
- Unčín
- Velké Janovice
- Velké Tresné
- Věchnov
- Věstín
- Věžná
- Vír
- Zvole
- Ždánice